# Margaritopsis pallidinervia
Margaritopsis pallidinervia är en måreväxtart som först beskrevs av Julian Alfred Steyermark, och fick sitt nu gällande namn av Charlotte M. Taylor. Margaritopsis pallidinervia ingår i släktet Margaritopsis och familjen måreväxter. Inga underarter finns listade i Catalogue of Life.